# Абдус Салам
Мухамед Абдус Салам (енгл. Mohammad Abdus Salam, 29. јануар 1926. – 21. новембар 1996) био је пакистански физичар, који је 1979. године, добио Нобелову награду за физику „за допринос теорији јединствене слабе и електромагнетске интеракције елементарних честица”.